# 小行星8579
小行星8579（英語：8579 Hieizan）是一颗围绕太阳公转的小行星。1996年12月11日，小林隆男在大泉天文台发现了此天体。
这颗小行星的绝对星等为151.0195132584105等。